# ロード・インフェルノ
『ロード・インフェルノ』（原題: BUMPERKLEEF / 英題: Tailgate）は、2019年のオランダのアクション・スリラー映画。
2019年末にユトレヒトで開催されたオランダ映画祭で上映され、その後2019年10月31日に全国で初演された。日本での公開は2020年7月3日にヒューマントラストシネマ渋谷にて開催された「未体験ゾーンの映画たち2020 延長戦」が初演。キャッチコピーは「あおり運転した相手がイカれたサイコパスだった!!」。

## キャスト
※括孤内は日本語吹替
- ハンス - ユルン・スピッツエンベルハー（英語版）（遠藤大智）

オランダのとある町に住む男性。母親の作った料理は娘たちから評判が悪い模様。
- ディアナ - アニエック・フェイファー（オランダ語版）（早川舞）

ハンスの妻。
- ミルー - ローズマリー・バン・デル・ホーク（望田ひまり）

ハンスとディアナの長女。
- ロビン - リズ・フェルヘール（オランダ語版）（中井美琴）

ハンスとディアナの次女。
- エド - ウィレム・デ・ウルフ（オランダ語版）

バンに乗った謎の男。
- トゥルース・テ・セル（オランダ語版） - 本人役